# Гура Крајешти (Бакау)
Гура Крајешти (рум. Gura Crăiești) насеље је у Румунији у округу Бакау у општини Мотошени. Oпштина се налази на надморској висини од 178 m.

## Становништво
Према подацима из 2002. године у насељу је живело 377 становника, од којих су сви румунске националности.